# Ulica Wrotkowska w Lublinie
Ulica Wrotkowska w Lublinie – arteria komunikacyjna w Lublinie łącząca Wrotków i południowo-zachodnią część miasta z Dziesiątą. Stanowi fragment obwodnicy miejskiej.

## Przebieg
Biegnie w północnej części Wrotkowa. Rozpoczyna się od skrzyżowania z ul. Diamentową i kończy przy skrzyżowaniu z ul. Smoluchowskiego. Kontynuowana jest przez ul. Wyścigową. Trasa ma długość 900 m. Ulica biegnie wzdłuż torów kolejowych (wspólnych dla linii nr 7 i 68).

## Historia
W SUiKZP z 2000 przebudowa tej ulicy, oznaczonej jako fragment obwodnicy miejskiej, weszła w skład programu „rozbudowy istniejącego układu ulicznego dla poprawy przejezdności i obsługi nowych terenów zainwestowania miejskiego”. Projekt ten zrealizowano w latach 2017-2019. Ulica Wrotkowska połączyła się z ul. Wyścigową domykając tym samym od południa centralną obwodnicę miasta. W ramach przebudowy ulica straciła bezpośrednie połączenie z ulicą Nowy Świat, a jej nowy odcinek poprowadzono nad bocznicą kolejową do skrzyżowania ul. Mariana Smoluchowskiego z ul. Wyścigową.

## Otoczenie
Przy Wrotkowskiej mieści się zakład produkcyjny Lubelli i stacja benzynowa.

## Komunikacja miejska
Ulica jest obsługiwana przez autobusy komunikacji miejskiej.
Kursują nią linie:
- 6
- 21